# Antitaenita
L'antitaenita és un mineral de la classe dels elements natius. Rep el seu nom de la seva relació amb la taenita.

## Característiques
L'antitaenita és un aliatge de ferro i níquel, de fórmula química Fe₃Ni. Actualment, es tracta d'una espècie no aprovada per l'Associació Mineralògica Internacional.
Segons la classificació de Nickel-Strunz, l'antitaenita pertany a «01.AE: Metalls i aliatges de metalls, família ferro-crom» juntament amb els següents minerals: vanadi, molibdè, crom, ferro, kamacita, tungstè, taenita, tetrataenita, cromferur, fercromur, wairauïta, awaruïta, jedwabita i manganès.

## Formació i jaciments
Originalment va ser descrita a un meteorit de 3,83 tones trobat l'any 1861 a Vaca Muerta, Taltal (Regió d'Antofagasta, Xile). També se n'ha trobat en altres tres meteorits, un trobat a Estherville (Iowa, Estats Units) i dos més al Brasil, a Santa Catarina (Santa Catarina) i a Vicência (Pernambuco).